# Liste der Bodendenkmäler in Kelheim
Auf dieser Seite sind die Bodendenkmäler in der niederbayerischen Gemeinde Kelheim zusammengestellt. Diese Tabelle ist eine Teilliste der Liste der Bodendenkmäler in Bayern. Grundlage ist die Bayerische Denkmalliste, die auf Basis des Bayerischen Denkmalschutzgesetzes vom 1. Oktober 1973 erstmals erstellt wurde und seither durch das Bayerische Landesamt für Denkmalpflege geführt wird. Die folgenden Angaben ersetzen nicht die rechtsverbindliche Auskunft der Denkmalschutzbehörde.

## Bodendenkmäler in der Stadt Kelheim

### Bodendenkmäler in der Gemarkung Kelheim
| Lage                             | Objekt | Akten-Nr.     | Bild           |
| -------------------------------- | --- | ------------- | -------------- |
| Hienheimer Forst (Standort)      | Äußerer Abschnittswall des spätlatènezeitlichen Oppidums Alkimoennis. | D-2-7036-0013 |                |
| Kelheim (Standort)               | Grabhügel vorgeschichtlicher Zeitstellung. | D-2-7036-0057 |                |
| Kelheim (Standort)               | Grabhügel vorgeschichtlicher Zeitstellung. | D-2-7036-0058 |                |
| Neustadt an der Donau (Standort) | Grabhügel vorgeschichtlicher Zeitstellung, u. a. der Hallstattzeit. | D-2-7036-0059 |                |
| Kelheim (Standort)               | Römischer Steinbruch. | D-2-7036-0060 |                |
| Kelheim (Standort)               | Schürfgrubenfelder vor- und frühgeschichtlicher Zeitstellung. Siedlung der späten Latènezeit. | D-2-7036-0061 |                |
| Kelheim (Standort)               | Siedlung vor- und frühgeschichtlicher Zeitstellung. | D-2-7036-0063 |                |
| Kelheim (Standort)               | Verebneter Grabhügel vorgeschichtlicher Zeitstellung. | D-2-7036-0064 |                |
| Kelheim (Standort)               | Verebnete Grabhügel vorgeschichtlicher Zeitstellung. | D-2-7036-0065 |                |
| Hienheimer Forst (Standort)      | Schürfgrubenfelder vor- und frühgeschichtlicher Zeitstellung. | D-2-7036-0149 |                |
| Kelheim (Standort)               | Untertägige mittelalterliche und frühneuzeitliche Befunde im Bereich der Kath. Filialkirche St. Pankratius in Schwaben, darunter die Spuren von Vorgängerbauten bzw. älteren Bauphasen. | D-2-7036-0197 |                |
| Kelheim (Standort)               | Brandgräberfeld der mittleren römischen Kaiserzeit. | D-2-7037-0042 |                |
| Kelheim (Standort)               | Frühmittelalterliches Reihengräberfeld. | D-2-7037-0044 |                |
| Kelheim (Standort)               | Bestattungsplatz vor- und frühgeschichtlicher Zeitstellung. | D-2-7037-0045 |                |
| Kelheim (Standort)               | Verebnetes Grabenwerk vor- und frühgeschichtlicher Zeitstellung. | D-2-7037-0049 |                |
| Kelheim (Standort)               | Wallriegel vorgeschichtlicher Zeitstellung. | D-2-7037-0050 |                |
| Kelheim (Standort)               | Station des Mesolithikums. | D-2-7037-0052 |                |
| Kelheim (Standort)               | Station des Mesolithikums und Siedlung des Neolithikums, u. a. der Stichbandkeramik, der Gruppe Oberlauterbach und der Münchshöfener Gruppe sowie der Metallzeiten, u. a. der Bronzezeit. | D-2-7037-0054 |                |
| Kelheim (Standort)               | Siedlung der frühen Bronzezeit. | D-2-7037-0056 |                |
| Kelheim (Standort)               | Frühmittelalterliche Reihengräber. | D-2-7037-0057 |                |
| Kelheim (Standort)               | Schlagplatz des Mittel- und Jungpaläolithikums sowie des Neolithikums, Siedlung metallzeitlicher Zeitstellung. | D-2-7037-0058 |                |
| Kelheim (Standort)               | Siedlung vor- und frühgeschichtlicher Zeitstellung. | D-2-7037-0059 |                |
| Kelheim (Standort)               | Siedlung vor- und frühgeschichtlicher Zeitstellung und der römischen Kaiserzeit. | D-2-7037-0060 |                |
| Kelheim (Standort)               | Siedlung vor- und frühgeschichtlicher Zeitstellung bzw. verebnete Grabhügel vorgeschichtlicher Zeitstellung. | D-2-7037-0061 |                |
| Kelheim (Standort)               | Siedlung vor- und frühgeschichtlicher Zeitstellung. | D-2-7037-0063 |                |
| Kelheim (Standort)               | Siedlung vor- und frühgeschichtlicher Zeitstellung. | D-2-7037-0064 |                |
| Kelheim (Standort)               | Siedlung vor- und frühgeschichtlicher Zeitstellung. | D-2-7037-0065 |                |
| Kelheim (Standort)               | Siedlung vor- und frühgeschichtlicher Zeitstellung. | D-2-7037-0066 |                |
| Kelheim (Standort)               | Siedlung vor- und frühgeschichtlicher Zeitstellung. | D-2-7037-0067 |                |
| Kelheim (Standort)               | Siedlung vor- und frühgeschichtlicher Zeitstellung. | D-2-7037-0068 |                |
| Kelheim (Standort)               | Römisches und mittelalterliches Steinbruchgelände. | D-2-7037-0069 |                |
| Kelheim (Standort)               | Station des Paläolithikums, u. a. des Mittel- (Moustérien) und Jungpaläolithikums, sowie Siedlung des Neolithikums. | D-2-7037-0070 |                |
| Kelheim (Standort)               | Siedlung vor- und frühgeschichtlicher Zeitstellung. | D-2-7037-0071 |                |
| Kelheim (Standort)               | Siedlung vor- und frühgeschichtlicher Zeitstellung. | D-2-7037-0072 |                |
| Kelheim (Standort)               | Abschlußhöhle mit Siedlung vorgeschichtlicher Zeitstellung. | D-2-7037-0073 |                |
| Kelheim (Standort)               | Galeriehöhlen mit Siedlungen des Mittelneolithikums, u. a. der Stichbandkeramik, der Gruppe Oberlauterbach und der Rössener Kultur, des Jungneolithikums, u. a. der Münchshöfener und der Altheimer Gruppe, der frühen und mittleren Bronzezeit, der Urnenfelder-, Hallstatt-, frühen und späten Latènezeit, der römischen Kaiserzeit, des Mittelalters und der Neuzeit. | D-2-7037-0074 |                |
| Kelheim (Standort)               | Lugaushöhlen mit Siedlung vorgeschichtlicher Zeitstellung. | D-2-7037-0075 |                |
| Kelheim (Standort)               | Räuberhöhle mit Siedlung vorgeschichtlicher Zeitstellung. | D-2-7037-0076 |                |
| Kelheim (Standort)               | Grabhügel vorgeschichtlicher Zeitstellung. | D-2-7037-0077 |                |
| Kelheim (Standort)               | Grabhügel vorgeschichtlicher Zeitstellung. | D-2-7037-0078 |                |
| Kelheim (Standort)               | Grabhügel vorgeschichtlicher Zeitstellung. | D-2-7037-0079 |                |
| Kelheim (Standort)               | Grabhügel vorgeschichtlicher Zeitstellung. | D-2-7037-0080 |                |
| Kelheim (Standort)               | Mittlerer Abschnittswall des spätlatènezeitlichen Oppidums Alkimoennis. | D-2-7037-0083 |                |
| Kelheim (Standort)               | Abschnittsbefestigung mit Wall und Graben der frühen Bronzezeit sowie der späten Hallstatt- bis frühen Latènezeit (= Innerer Abschnittswall des spätlatènezeitlichen Oppidums Alkimoennis). | D-2-7037-0084 |                |
| Kelheim (Standort)               | Turmhügel des Mittelalters. | D-2-7037-0086 |                |
| Kelheim (Standort)               | Schürfgrubenfelder der späten Latènezeit sowie des Mittelalters und der Neuzeit. | D-2-7037-0087 |                |
| Kelheim (Standort)               | Bestattungsplatz der Urnenfelderzeit und der späten Latènezeit. Siedlung der Bronzezeit, der Urnenfelderzeit, der Hallstattzeit, der späten Latènezeit (keltisches Oppidum Alkimoennis) und des Mittelalters. | D-2-7037-0105 |                |
| Kelheim (Standort)               | Grabhügel vorgeschichtlicher Zeitstellung. | D-2-7037-0106 |                |
| Kelheim (Standort)               | Körpergräber vor- und frühgeschichtlicher bzw. mittelalterlicher Zeitstellung. | D-2-7037-0107 |                |
| Kelheim (Standort)               | Bestattungsplatz der späten Bronzezeit. | D-2-7037-0108 |                |
| Kelheim (Standort)               | Siedlung vor- und frühgeschichtlicher Zeitstellung. | D-2-7037-0109 |                |
| Kelheim (Standort)               | Felsnische mit Siedlungen des Mittelneolithikums (Gruppe Oberlauterbach) und der Latènezeit. | D-2-7037-0110 |                |
| Kelheim (Standort)               | Verebnete Grabhügel vorgeschichtlicher Zeitstellung. | D-2-7037-0112 |                |
| Kelheim (Standort)               | Grabhügel vorgeschichtlicher Zeitstellung. | D-2-7037-0113 |                |
| Kelheim (Standort)               | Verebnetes viereckiges Grabenwerk und Körpergräber vor- und frühgeschichtlicher Zeitstellung. | D-2-7037-0136 |                |
| Kelheim (Standort)               | Siedlung vor- und frühgeschichtlicher Zeitstellung. | D-2-7037-0137 |                |
| Kelheim (Standort)               | Bestattungsplatz vor- und frühgeschichtlicher Zeitstellung. | D-2-7037-0138 |                |
| Kelheim (Standort)               | Verebnetes unregelmäßiges Grabenwerk vor- und frühgeschichtlicher Zeitstellung. | D-2-7037-0142 |                |
| Kelheim (Standort)               | Siedlung der Bronze- und Urnenfelderzeit. Bestattungsplatz der frühen Bronze- und Hallstattzeit. Historische Richtstätte. | D-2-7037-0144 |                |
| Kelheim (Standort)               | Siedlung des Neolithikums. | D-2-7037-0147 |                |
| Kelheim (Standort)               | Station des Jungpaläolithikums bzw. Mesolithikums. | D-2-7037-0148 |                |
| Kelheim (Standort)               | Station des Mittelpaläolithikums und Siedlung des Neolithikums. | D-2-7037-0149 |                |
| Kelheim (Standort)               | Keltisches Oppidum Alkimoennis. | D-2-7037-0150 |                |
| Kelheim (Standort)               | Untertägige mittelalterliche und frühneuzeitliche Befunde im Bereich der Kath. Filialkirche St. Vitus in Lindach, darunter die Spuren von Vorgängerbauten bzw. älteren Bauphasen. | D-2-7037-0166 |                |
| Kelheim (Standort)               | Untertägige mittelalterliche und frühneuzeitliche Befunde im Bereich der Kath. Pfarrkirche St. Maria Immaculata in Kapfelberg, darunter die Spuren von Vorgängerbauten bzw. älteren Bauphasen. | D-2-7037-0167 |                |
| Kelheim (Standort)               | Untertägige mittelalterliche und frühneuzeitliche Befunde im Bereich des ehem. Schlosses in Kapfelberg, zuvor mittelalterliche Burg. | D-2-7037-0168 |                |
| Kelheim (Standort)               | Untertägige mittelalterliche und frühneuzeitliche Befunde im Bereich der Kath. Filialkirche St. Salvator in Herrnsaal, darunter die Spuren von Vorgängerbauten bzw. älteren Bauphasen. | D-2-7037-0170 |                |
| Kelheim (Standort)               | Bestattungsplatz der jüngeren Urnenfelder- und der frühen Latènezeit. Siedlung der späten Latènezeit. | D-2-7037-0172 |                |
| Kelheim (Standort)               | Untertägige mittelalterliche und frühneuzeitliche Befunde im Bereich der Kath. Kirche St. Jakob in Kelheimwinzer, darunter die Spuren von Vorgängerbauten bzw. älteren Bauphasen sowie der aufgelassene historische Ortsfriedhof. | D-2-7037-0173 |                |
| Kelheim (Standort)               | Untertägige mittelalterliche und frühneuzeitliche Befunde im Bereich des abgegangenen Schlosses in Kelheimwinzer. | D-2-7037-0174 |                |
| Kelheim (Standort)               | Untertägige mittelalterliche und frühneuzeitliche Befunde im Bereich der Kath. Nebenkirche St. Georg in Gronsdorf, darunter die Spuren von Vorgängerbauten bzw. älteren Bauphasen. | D-2-7037-0176 |                |
| Kelheim (Standort)               | Untertägige mittelalterliche und frühneuzeitliche Befunde im Bereich des abgegangenen Schlosses in Affecking, zuvor mittelalterliche Burg, sowie der Kath. Nebenkirche und ehem. Schlosskapelle Hl. Kreuz, darunter die Spuren von Vorgängerbauten bzw. älteren Bauphasen. | D-2-7037-0180 |                |
| Kelheim (Standort)               | Siedlung des Mittelneolithikums und der Urnenfelderzeit. | D-2-7037-0182 |                |
| Kelheim (Standort)               | Bestattungsplatz der Hallstattzeit. | D-2-7037-0183 |                |
| Kelheim (Standort)               | Mittelalterliche und frühneuzeitliche Wüstung Wipfelsfurt. | D-2-7037-0184 |                |
| Kelheim (Standort)               | Untertägige mittelalterliche und frühneuzeitliche Befunde im Bereich der ehem. Einsiedelei Klösterl und der zugehörigen Kapelle St. Nikolaus bei Kelheim, darunter die Spuren von Vorgängerbauten bzw. älteren Bauphasen, Bestattungsplatz vor- und frühgeschichtlicher Zeitstellung und/oder des Mittelalters. | D-2-7037-0185 |                |
| Kelheim (Standort)               | Untertägige frühneuzeitliche Befunde im Bereich der Friedhofskapelle St. Sebastian in Kelheim. | D-2-7037-0186 |                |
| Kelheim (Standort)               | Untertägige mittelalterliche und frühneuzeitliche Befunde im Bereich der Kath. Pfarrkirche Mariä Himmelfahrt in Kelheim, darunter die Spuren von Vorgängerbauten bzw. älteren Bauphasen sowie der aufgelassene historische Ortsfriedhof und die abgegangene Friedhofskapelle St. Margaretha. | D-2-7037-0187 |                |
| Kelheim (Standort)               | Untertägige mittelalterliche und frühneuzeitliche Siedlungsteile in der historischen Altstadt von Kelheim. Siedlung der späten Latènezeit. | D-2-7037-0188 |                |
| Kelheim (Standort)               | Untertägige mittelalterliche und frühneuzeitliche Befunde im Bereich der profanierten Kirche St. Erasmus in Kelheim. | D-2-7037-0189 |                |
| Kelheim (Standort)               | Untertägige mittelalterliche und frühneuzeitliche Befunde im Bereich des Spitals und der Kath. Spitalkirche St. Johannes, sog. Ottokapelle in Kelheim, darunter die Spuren älterer Bauphasen. | D-2-7037-0190 |                |
| Kelheim (Standort)               | Untertägige mittelalterliche und frühneuzeitliche Befunde im Bereich der Kath. Kirche St. Michael in Kelheim, darunter die Spuren von Vorgängerbauten bzw. älteren Bauphasen. | D-2-7037-0191 |                |
| Kelheim (Standort)               | Untertägige mittelalterliche und frühneuzeitliche Befunde im Bereich des ehem. Franziskanerklosters mit der ehem. Franziskanerkirche in Kelheim, darunter die Spuren älterer Bauphasen und zugehöriger Gräber. | D-2-7037-0192 |                |
| Kelheim (Standort)               | Untertägige Befunde der mittelalterlichen Stadtbefestigung von Kelheim. | D-2-7037-0193 |                |
| Kelheim (Standort)               | Untertägige mittelalterliche und frühneuzeitliche Befunde im Bereich der ehem. Burg von Kelheim. | D-2-7037-0194 |                |
| Kelheim (Standort)               | Untertägige mittelalterliche und frühneuzeitliche Befunde im Bereich des Kelheimer Stadtteils Oberkelheim und im Bereich der ehem. Aumühle. | D-2-7037-0195 |                |
| Kelheim (Standort)               | Siedlung des Neolithikums, u. a. des Mittel- und Endneolithikums, der Urnenfelder-, späten Hallstatt- und frühen Latènezeit. | D-2-7037-0197 |                |
| Kelheim (Standort)               | Siedlung der Stichbandkeramik, der Chamer Gruppe und der frühen Bronzezeit. Siedlung und Grabenwerk der Urnenfelderzeit. Siedlung und Grabenwerke der Hallstattzeit. Siedlung und Grabenwerk der Latènezeit. Weitgehend zerstörte Viereckschanze der späten Latènezeit. Siedlung der Völkerwanderungszeit sowie des frühen und hohen Mittelalters. Bestattungsplatz der Schnurkeramik, der Urnenfelder- und Hallstattzeit, der mittleren und späten Latènezeit sowie des frühen Mittelalters. | D-2-7037-0198 |                |
| Kelheim (Standort)               | Siedlung des späten Mittelalters bzw. der frühen Neuzeit. | D-2-7037-0210 |                |
| Kelheim (Standort)               | Station des Mittelpaläolithikums. | D-2-7037-0211 |                |
| Kelheim (Standort)               | Station des Spätpaläolithikums und des Mesolithikums. Siedlung allgemein vorgeschichtlicher und neolithischer Zeitstellung, u. a. der Linearbandkeramik und der Gruppe Oberlauterbach, der Metallzeiten, u. a. der Bronze- bzw. Urnenfelderzeit sowie der späten Latènezeit. | D-2-7037-0212 |                |
| Kelheim (Standort)               | Siedlung der Urnenfelderzeit. | D-2-7037-0213 |                |
| Kelheim (Standort)               | Steinzeitliches Silexabbaugebiet. | D-2-7037-0214 |                |
| Kelheim (Standort)               | Station des Jungpaläolithikums (Aurignacien). | D-2-7037-0215 |                |
| Kelheim (Standort)               | Station des Mittel- und Jungpaläolithikums (Moustérien und Aurignacien). | D-2-7037-0216 |                |
| Kelheim (Standort)               | Station des Mesolithikums. | D-2-7037-0217 |                |
| Kelheim (Standort)               | Siedlung der Steinzeiten. | D-2-7037-0220 |                |
| Kelheim (Standort)               | Verebnete vorgeschichtliche Grabhügel und Siedlung vor- und frühgeschichtlicher Zeitstellung. | D-2-7037-0222 |                |
| Kelheim (Standort)               | Siedlung vorgeschichtlicher Zeitstellung, u. a. der Linearbandkeramik, der frühen Bronzezeit, der Urnenfelderzeit und der Hallstattzeit, der Späthallstatt-/Frühlatènezeit, sowie frühmittelalterlicher, mittelalterlicher und neuzeitlicher Zeitstellung. | D-2-7037-0223 |                |
| Kelheim (Standort)               | Erdbauten des Ludwig-Donau-Main-Kanals (1836-45). | D-2-7037-0224 | weitere Bilder |
| Kelheim (Standort)               | Bestattungsplatz der frühen Bronzezeit. | D-2-7037-0225 |                |
| Kelheim (Standort)               | Siedlung vorgeschichtlicher Zeitstellung, u. a. des Neolithikums und der Latènezeit. | D-2-7037-0226 |                |
| Kelheim (Standort)               | Grabhügel vorgeschichtlicher Zeitstellung. | D-2-7037-0227 |                |
| Kelheim (Standort)               | Grabhügel vorgeschichtlicher Zeitstellung. | D-2-7037-0228 |                |
| Kelheim (Standort)               | Grabhügel vorgeschichtlicher Zeitstellung. | D-2-7037-0229 |                |
| Kelheim (Standort)               | Siedlungen vorgeschichtlicher Zeitstellung, v. a. des Neolithikums, u. a. des Mittel-, Jung- und Endneolithikums (Oberlauterbacher und Großgartacher Gruppe, Altheimer und Münchshöfener Gruppe), der Bronze- und Urnenfelderzeit, der Hallstatt- und Latènezeit sowie des Mittelalters bzw. der frühen Neuzeit. | D-2-7037-0231 |                |
| Kelheim (Standort)               | Grabhügel vorgeschichtlicher Zeitstellung. | D-2-7136-0022 |                |
| Kelheim (Standort)               | Dammstück der Römerstraße Eining-Regensburg. | D-2-7136-0023 |                |
| Kelheim (Standort)               | Schürfgruben vor- und frühgeschichtlicher Zeitstellung. | D-2-7136-0024 |                |
| Kelheim (Standort)               | Siedlung des Neolithikums (Stichbandkeramik, Gruppe Oberlauterbach, Altheimer und Chamer Gruppe), der Urnenfelderzeit, der Hallstattzeit, der Latènezeit und der römischen Kaiserzeit. | D-2-7136-0026 |                |
| Kelheim (Standort)               | Siedlung vor- und frühgeschichtlicher Zeitstellung. | D-2-7136-0027 |                |
| Kelheim (Standort)               | Siedlung vor- und frühgeschichtlicher Zeitstellung. | D-2-7136-0028 |                |
| Kelheim (Standort)               | Siedlung vor- und frühgeschichtlicher Zeitstellung. | D-2-7136-0029 |                |
| Kelheim (Standort)               | Siedlung vor- und frühgeschichtlicher Zeitstellung. | D-2-7136-0030 |                |
| Kelheim (Standort)               | Verebnetes Grabenwerk der späten Hallstattzeit und verebneter Kreisgraben vor- und frühgeschichtlicher Zeitstellung. | D-2-7136-0031 |                |
| Kelheim (Standort)               | Siedlung vor- und frühgeschichtlicher Zeitstellung. | D-2-7136-0032 |                |
| Kelheim (Standort)               | Siedlung vor- und frühgeschichtlicher Zeitstellung. | D-2-7136-0033 |                |
| Kelheim (Standort)               | Siedlung vor- und frühgeschichtlicher Zeitstellung. | D-2-7136-0035 |                |
| Kelheim (Standort)               | Siedlung vor- und frühgeschichtlicher Zeitstellung. | D-2-7136-0036 |                |
| Kelheim (Standort)               | Siedlung vor- und frühgeschichtlicher Zeitstellung. | D-2-7136-0037 |                |
| Kelheim (Standort)               | Siedlung vor- und frühgeschichtlicher Zeitstellung. | D-2-7136-0038 |                |
| Kelheim (Standort)               | Siedlung vor- und frühgeschichtlicher Zeitstellung. | D-2-7136-0039 |                |
| Kelheim (Standort)               | Siedlung vor- und frühgeschichtlicher Zeitstellung. | D-2-7136-0040 |                |
| Kelheim (Standort)               | Siedlung vor- und frühgeschichtlicher Zeitstellung. | D-2-7136-0041 |                |
| Kelheim (Standort)               | Siedlung vor- und frühgeschichtlicher Zeitstellung. | D-2-7136-0042 |                |
| Kelheim (Standort)               | Siedlung vor- und frühgeschichtlicher Zeitstellung. | D-2-7136-0043 |                |
| Kelheim (Standort)               | Siedlung vor- und frühgeschichtlicher Zeitstellung. | D-2-7136-0046 |                |
| Kelheim (Standort)               | Siedlung vor- und frühgeschichtlicher Zeitstellung. | D-2-7136-0047 |                |
| Kelheim (Standort)               | Innerer Abschnittswall mit Graben der vorgeschichtlichen und mittelalterlichen Abschnittsbefestigung auf dem Frauenberg (Wolfgangs- oder Römerwall). | D-2-7136-0048 |                |
| Kelheim (Standort)               | Westlicher Zwischenwall der vorgeschichtlichen Abschnittsbefestigung auf dem Frauen- und Wurzberg. | D-2-7136-0049 |                |
| Kelheim (Standort)               | Östlicher Zwischenwall mit Graben der vorgeschichtlichen Abschnittsbefestigung auf dem Frauen- und Wurzberg, u. a. der Bronze- bzw. Urnenfelderzeit. | D-2-7136-0050 |                |
| Kelheim (Standort)               | Schürfgrubenfelder vor- und frühgeschichtlicher bzw. mittelalterlicher Zeitstellung. | D-2-7136-0051 |                |
| Kelheim (Standort)               | Vorgeschichtliche und mittelalterliche Abschnittsbefestigung mit 4 Wällen auf dem Frauen-, Wurz- und Arzberg bei Weltenburg. Siedlung des Mesolithikums, des (Mittel-)Neolithikums, der Münchshöfener Kultur, der Bronzezeit, der Urnenfelderzeit, der Hallstattzeit, der frühen Latènezeit, der römischen Kaiserzeit und des Mittelalters. Bestattungsplatz der mittleren Bronzezeit, der Urnenfelderzeit, der Hallstattzeit, der frühen Latènezeit, der Spätantike und des Mittelalters. Frühmittelalterliches Herrschaftszentrum (Burg). Mittelalterliches bzw. frühneuzeitliches Bergbauareal (Schmelzöfen und Schürfgrubenfelder). | D-2-7136-0052 |                |
| Kelheim (Standort)               | Siedlung der (frühen) Bronzezeit, der Urnenfelder-, Hallstatt-, frühen und späten Latènezeit. | D-2-7136-0053 |                |
| Kelheim (Standort)               | Kleinkastell der frühen römischen Kaiserzeit. Bestattungsplatz der frühen Latènezeit. | D-2-7136-0055 |                |
| Kelheim (Standort)               | Siedlung vor- und frühgeschichtlicher Zeitstellung. | D-2-7136-0056 |                |
| Kelheim (Standort)               | Siedlung und verebneter Graben vor- und frühgeschichtlicher Zeitstellung. | D-2-7136-0057 |                |
| Kelheim (Standort)               | Verebnete Grabhügel vorgeschichtlicher Zeitstellung. | D-2-7136-0058 |                |
| Kelheim (Standort)               | Verebnete Grabhügel vorgeschichtlicher Zeitstellung. | D-2-7136-0059 |                |
| Kelheim (Standort)               | Untertägige mittelalterliche und frühneuzeitliche Befunde im Bereich der Frauenbergkapelle bei Weltenburg, darunter die Spuren von archäologisch nachgewiesenen Vorgängerbauten bzw. älteren Bauphasen sowie ein Steinbau des 9./10. Jhs. n. Chr. Siedlung der frühen Bronzezeit, der Urnenfelder- und Hallstattzeit. | D-2-7136-0244 |                |
| Kelheim (Standort)               | Untertägige mittelalterliche und frühneuzeitliche Befunde im Bereich der Kath. Filialkirche St. Andreas in Stausacker, darunter die Spuren von Vorgängerbauten bzw. älteren Bauphasen. | D-2-7136-0262 |                |
| Kelheim (Standort)               | Untertägige mittelalterliche und frühneuzeitliche Befunde im Bereich der Kath. Expositurkirche St. Stephan in Staubing, darunter die Spuren von Vorgängerbauten bzw. älteren Bauphasen. | D-2-7136-0264 |                |
| Kelheim (Standort)               | Untertägige mittelalterliche und frühneuzeitliche Befunde im Bereich der Kath. Filialkirche St. Johann Baptist und Evangelist in Weltenburg, darunter die Spuren von Vorgängerbauten bzw. älteren Bauphasen. | D-2-7136-0266 |                |
| Kelheim (Standort)               | Untertägige mittelalterliche und frühneuzeitliche Befunde im Bereich der Benediktinerabtei Weltenburg mit Abtei- und Pfarrkirche St. Georg und zugehöriger Gartenanlage, darunter die Spuren von Vorgängerbauten bzw. älteren Bauphasen. Siedlung der frühen Bronzezeit, der Urnenfelderzeit, der Hallstattzeit, der frühen und späten Latènezeit. Bestattungsplatz der frühen Latènezeit und des Mittelalters bzw. der Neuzeit. Mittelalterliche Eisenschmelzöfen. | D-2-7136-0268 |                |
| Abensberg (Standort)             | Grabhügel der mittleren Bronzezeit. | D-2-7137-0035 |                |
| Kelheim (Standort)               | Grabhügel vorgeschichtlicher Zeitstellung. | D-2-7137-0036 |                |
| Kelheim (Standort)               | Verebneter vorgeschichtlicher Grabhügel bzw. Siedlung vor- und frühgeschichtlicher Zeitstellung. | D-2-7137-0100 |                |
| Kelheim (Standort)               | Siedlung vor- und frühgeschichtlicher Zeitstellung. | D-2-7137-0102 |                |
| Kelheim (Standort)               | Burgus der späten römischen Kaiserzeit. | D-2-7137-0104 |                |
| Kelheim (Standort)               | Siedlung des Neolithikums, u. a. der Stichbandkeramik/Gruppe Oberlauterbach und der Münchshöfener Gruppe. | D-2-7137-0106 |                |
| Kelheim (Standort)               | Siedlung des Neolithikums. | D-2-7137-0107 |                |
| Kelheim (Standort)               | Siedlung vorgeschichtlicher Zeitstellung, u. a. des Neolithikums. | D-2-7137-0108 |                |
| Kelheim (Standort)               | Abgegangener Vorgängerbau der Kath. Nebenkirche St. Katharina in Unterwendling. Körpergräber des Mittelalters. | D-2-7137-0111 |                |
| Kelheim (Standort)               | Siedlung vor- und frühgeschichtlicher Zeitstellung. | D-2-7137-0112 |                |
| Kelheim (Standort)               | Teilstück der Römerstraße Eining-Regensburg. | D-2-7137-0113 |                |
| Kelheim (Standort)               | Bestattungsplatz vor- und frühgeschichtlicher Zeitstellung. Siedlung des Neolithikums. | D-2-7137-0114 |                |
| Kelheim (Standort)               | Bestattungsplatz vor- und frühgeschichtlicher Zeitstellung. | D-2-7137-0115 |                |
| Kelheim (Standort)               | Körpergräber vor- und frühgeschichtlicher Zeitstellung. | D-2-7137-0116 |                |
| Kelheim (Standort)               | Verebnete Grabhügel vorgeschichtlicher Zeitstellung. | D-2-7137-0117 |                |
| Kelheim (Standort)               | Siedlung vor- und frühgeschichtlicher Zeitstellung. | D-2-7137-0118 |                |
| Kelheim (Standort)               | Siedlung vor- und frühgeschichtlicher Zeitstellung. | D-2-7137-0119 |                |
| Kelheim (Standort)               | Verebnete Grabhügel vorgeschichtlicher Zeitstellung. | D-2-7137-0120 |                |
| Kelheim (Standort)               | Verebnete Grabhügel der mittleren Bronze-, jüngeren Urnenfelder- und der Hallstattzeit. | D-2-7137-0121 |                |
| Kelheim (Standort)               | Grabhügel vorgeschichtlicher Zeitstellung. | D-2-7137-0122 |                |
| Kelheim (Standort)               | Äußerer Wall mit weitgehend verebnetem Graben der vorgeschichtlichen (früh- bis mittelurnenfelderzeitlichen) Abschnittsbefestigung auf dem Frauen- und Wurzberg. | D-2-7137-0123 |                |
| Kelheim (Standort)               | Schürfgrubenfeld vor- und frühgeschichtlicher bzw. mittelalterlicher Zeitstellung. | D-2-7137-0124 |                |
| Kelheim (Standort)               | Siedlung des Neolithikums, u. a. des Mittelneolithikums. | D-2-7137-0241 |                |
| Kelheim (Standort)               | Dammstück der Römerstraße Eining-Regensburg. | D-2-7137-0245 |                |
| Kelheim (Standort)               | Untertägige Befunde im Bereich der Kath. Filialkirche Mariä Opferung in Thaldorf, darunter die Spuren von Vorgängerbauten bzw. älteren Bauphasen. | D-2-7137-0284 |                |
| Kelheim (Standort)               | Station des Mittelpaläolithikums. | D-2-7137-0331 |                |

### Bodendenkmäler in der GemarkungHienheimer Forst
| Lage                        | Objekt | Akten-Nr.     | Bild |
| --------------------------- | --- | ------------- | ---- |
| Hienheimer Forst (Standort) | Äußerer Abschnittswall des spätlatènezeitlichen Oppidums Alkimoennis. | D-2-7036-0013 |      |
| Hienheimer Forst (Standort) | Kastlhänghöhle mit Siedlungsfunden des Jungpaläolithikums, des Neolithikums (Stichbandkeramik, Gruppe Oberlauterbach, Münchshöfener Gruppe), der Bronzezeit, der Urnenfelderzeit, der Hallstattzeit, der frühen und späten Latènezeit und der frühen römischen Kaiserzeit. | D-2-7036-0140 |      |
| Hienheimer Forst (Standort) | Kastlhäng-Doppelhöhle mit Siedlungsfunden der Hallstattzeit. | D-2-7036-0141 |      |
| Hienheimer Forst (Standort) | Grabhügel der mittleren Bronzezeit. | D-2-7036-0142 |      |
| Hienheimer Forst (Standort) | Grabhügel vorgeschichtlicher Zeitstellung. | D-2-7036-0143 |      |
| Hienheimer Forst (Standort) | Grabhügel vorgeschichtlicher Zeitstellung. | D-2-7036-0145 |      |
| Hienheimer Forst (Standort) | Grabhügel der Bronzezeit. | D-2-7036-0146 |      |
| Hienheimer Forst (Standort) | Grabhügel vorgeschichtlicher Zeitstellung. | D-2-7036-0147 |      |
| Hienheimer Forst (Standort) | Grabhügel vorgeschichtlicher Zeitstellung. | D-2-7036-0148 |      |
| Hienheimer Forst (Standort) | Schürfgrubenfelder vor- und frühgeschichtlicher Zeitstellung. | D-2-7036-0149 |      |
| Hienheimer Forst (Standort) | Siedlung der Chamer Gruppe, der jüngeren Urnenfelder-, der Hallstatt- sowie der frühen und späten Latènezeit, frühmittelalterliche Reihengräber, Ofenanlage der frühen Neuzeit.                                                                                            | D-2-7036-0232 |      |
| Hienheimer Forst (Standort) | Abschnittsbefestigung vor- und frühgeschichtlicher Zeitstellung. | D-2-7036-0259 |      |
| Hienheimer Forst (Standort) | Grabhügel vorgeschichtlicher Zeitstellung. | D-2-7037-0143 |      |
| Hienheimer Forst (Standort) | Römischer Wachtposten 15/42 des Limes. | D-2-7136-0141 |      |
| Hienheimer Forst (Standort) | Römischer Wachtposten 15/43 des Limes. | D-2-7136-0142 |      |
| Hienheimer Forst (Standort) | Römischer Wachtposten 15/44 des Limes. | D-2-7136-0143 |      |
| Hienheimer Forst (Standort) | Siedlung vorgeschichtlicher Zeitstellung. | D-2-7136-0314 |      |